# Streptanus sordida
Streptanus sordida är en insektsart som beskrevs av Zetterstedt 1828. Streptanus sordida ingår i släktet Streptanus och familjen dvärgstritar. Inga underarter finns listade i Catalogue of Life.